# Limonium beaumierianum
Limonium beaumierianum är en triftväxtart som först beskrevs av Ernest Saint-Charles Cosson och René Charles Maire, och fick sitt nu gällande namn av René Charles Maire. Limonium beaumierianum ingår i släktet rispar, och familjen triftväxter. Inga underarter finns listade i Catalogue of Life.